# Javier Lima
Francisco Javier Lima Ruvalcaba (* in Guadalajara, Jalisco; † 4. Dezember 2019 in Coahuila), auch bekannt unter dem Spitznamen El Capi, war ein mexikanischer Fußballspieler auf der Position eines Verteidigers. Er ist ein Bruder von Salvador Lima, der von 1957 bis 1960 ebenfalls bei Deportivo Guadalajara unter Vertrag stand und mit dem Verein in den Spielzeiten 1958/59 und 1959/60 die mexikanische Fußballmeisterschaft gewann.

## Leben
„El Capi“ Lima begann seine fußballerische Laufbahn im Nachwuchsbereich seines   Heimatvereins Club Deportivo Guadalajara, bei dem er auch seinen ersten Profivertrag erhielt und bei dem ihm bereits im Alter von 15 Jahren erstmals der Sprung in den Kader der ersten Mannschaft gelang, für die er jedoch später lediglich in einem Spiel um die Copa México zum Einsatz kam.
Denn weil er auf derselben Position spielte wie der langjährige Stamm- und Nationalspieler Guillermo Sepúlveda, an dem er nicht vorbeikam, wechselte er Anfang der 1960er-Jahre zum Zweitligisten CF Madero, mit dem er in der Saison 1963/64 Vizemeister der Segunda División wurde. 
Anschließend kehrte er zum Club Deportivo „Chivas“ Guadalajara zurück, schaffte jedoch erneut nicht den Sprung in die erste Mannschaft (zumindest wird er nicht in den offiziellen Statistiken der Meistermannschaften des CD Guadalajara geführt) und wechselte daher 2 Jahre später zu den gerade in die höchste Spielklasse aufgestiegenen Jabatos de Nuevo León, zu denen zum selben Zeitpunkt auch zwei seiner ehemaligen Mannschaftskameraden wechselten. Einer von ihnen war ausgerechnet Guillermo Sepúlveda, an dem er bei Chivas nicht vorbeigekommen war und mit dem er nun gemeinsam die Innenverteidigung der Jabatos bildete. Der Dritte, der sie zum neuen Verein begleitete, war der Stürmer Héctor Hernández. 
1968 unterschrieb „El Capi“ Lima beim Zweitligisten CF Torreón, mit dem er in seiner ersten Saison 1968/69 die Meisterschaft der zweitklassigen Segunda División gewann und in die erste Liga aufstieg. Bei den „Diablos Blancos“, den „weißen Teufeln“, avancierte Lima zu einem wichtigen Führungsspieler, doch eine Verletzung an der Achillessehne zwang ihn zu einer längeren Pause. 
Nach der Saison 1971/72, die er bei den UANL Tigres noch einmal in der zweiten Liga verbrachte (und am Saisonende Vizemeister wurde), beendete Lima seine aktive Laufbahn und bezog seinen Lebensmittelpunkt erneut in der Comarca Lagunera, in der er bis zu seinem Tode blieb. 
Nach Beendigung seiner aktiven Laufbahn studierte Lima Rechnungswesen und eröffnete später sein eigenes Büro.

## Erfolge
- Mexikanischer Zweitligameister: 1968/69
- Vizemeister der Segunda División: 1963/64, 1971/72